# Anticollix lysimachiata
Anticollix lysimachiata är en fjärilsart som beskrevs av Treitschke 1828. Anticollix lysimachiata ingår i släktet Anticollix och familjen mätare. Inga underarter finns listade i Catalogue of Life.